# Fermilab

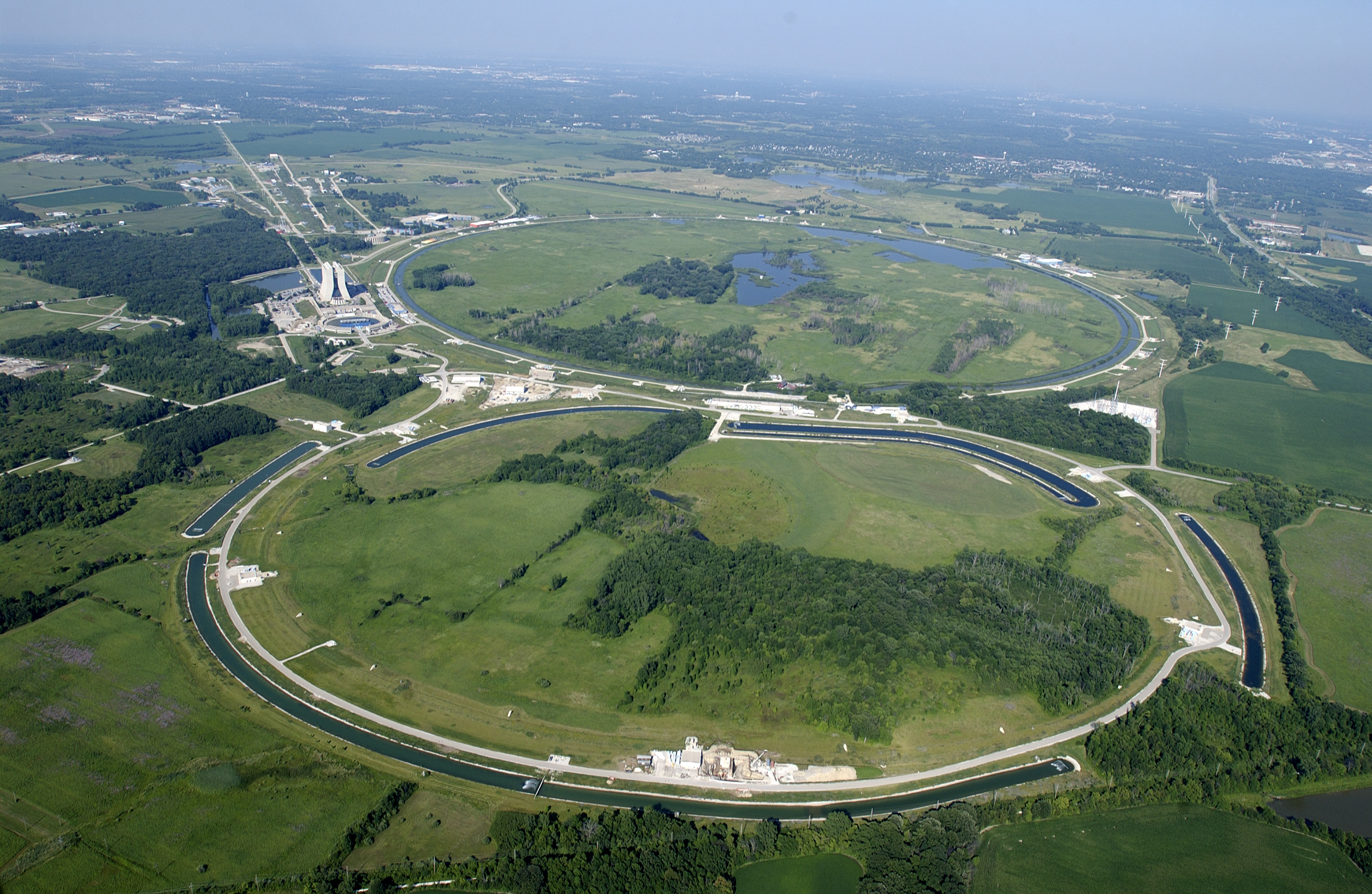
Tevatron

Het Fermilab, voluit Fermi National Accelerator Laboratory, is een Amerikaans nationaal onderzoekscentrum dat in deeltjesfysica is gespecialiseerd. Het werd in 1967 opgericht, bevindt zich in Batavia in Illinois vlak bij Chicago en is naar de natuurkundige Enrico Fermi genoemd.
Het is de Amerikaanse tegenhanger van het Europese CERN. De Tevatron-deeltjesversneller was een belangrijk onderdeel van het Fermilab en heeft tussen 1983 en 2011 gefunctioneerd. In de Tevatron-ring werden bij een energie van 1,96 TeV protonen op antiprotonen geschoten. 1 TeV is 1012 elektronvolt. De botsingen in de Tevatron-ring werden door twee deeltjesdetectoren gemeten, D0 en CDF. Naast deze twee worden er nog andere experimenten gedaan op het Fermilab. De Tevatron-deeltjesversneller werd drie jaar na het in gebruik nemen van de Large Hadron Collider LHC van het CERN buiten gebruik gesteld. Dat is een krachtiger deeltjesversneller. Het Fermilab doet desondanks nog steeds actief aan het onderzoek mee op het gebied van de deeltjesfysica.

## Varia
De planetoïde 11998 Fermilab is naar het Fermilab vernoemd.

## Websites
- Fermilab. officiële website
- DZero
- CDF collaboration.